# Солдатське (Ардатовський район)
Солда́тське (рос. Солдатское, ерз. Солдатское) — село у складі Ардатовського району Мордовії, Росія. Входить до складу Сілінського сільського поселення.

## Населення
Населення — 197 осіб (2010; 202 у 2002).
Національний склад (станом на 2002 рік):
- росіяни — 88 %